# Apanteles stenotelas
Apanteles stenotelas är en stekelart som beskrevs av Nixon 1965. Apanteles stenotelas ingår i släktet Apanteles och familjen bracksteklar. Inga underarter finns listade i Catalogue of Life.